# Hanwha Total
Hanwha Total Petrochemicals Co., Ltd. è una joint venture tra Hanwha e Total S.A., le quali entrambe hanno una partecipazione al 50%. L'azienda, prima conosciuta come Samsung Total Petrochemicals Co., Ltd.,, ha assunto l'attuale nome dopo che Samsung ha venduto tutte le attività del settore petrolchimico ad Hanwha.
Hanwha Total Petrochemicals ha sede a Seul, in Corea del Sud, ma opera come complesso petrolchimico con 13 impianti, a Daesan, nella provincia Chungnam in Corea del Sud.
Ad aprile 2015 l'azienda aveva 1 530 dipendenti.